# Meerut (stad)
Meerut (Hindi: मेरठ, Meraṭh) is een stad in de Noord-Indiase staat Uttar Pradesh. De stad is gelegen in het gelijknamige district Meerut en er wonen 1.074.229 mensen (2001). De stad ligt zo'n vijftig kilometer ten noordoosten van Delhi en is een belangrijke industriestad. In de stad wonen vooral hindoes, maar er woont ook een grote moslimminderheid.